# Julia Korpinen
Julia Margareeta Korpinen ist eine finnische Schauspielerin.

## Leben und Karriere
Korpinen stammt aus Helsinki. Sie besuchte das Gymnasium Kuninkaantien lukio in der Stadt Espoo. Seit 2022 studiert sie an einer Schauspielschule in New York City. Von 2019 bis 2021 war sie in 
Salatut elämät zu sehen. 2022 nahm sie an der 7. Staffel der Reality-Serie Selviytyjyat Suomi teil und belegte den dritten Platz. Außerdem trat sie in der Serie Kämppä tyhjänä auf. Unter anderem schloss sie 2024 ihr Studium mit einem Bachelor-Abschluss in Wirtschaftswissenschaften an der Universität Vaasa ab. Im selben Jahr spielte Korpinen in der Serie Konflikti eine Hauptrolle.

## Filmografie
Filme
- 2020: Ceissi
- 2023: Normaalii

Serien
- 2008: Harvoin tarjolla
- 2019: Kämppä tyhjänä
- 2019–2021: Salatut elämät
- 2019: Kämppä tyhjänä
- 2022: Selviytyjät Suomi
- 2024: Konflikti